# Новикова, Юлия Борисовна
Юлия Бори́совна Но́викова (род. 5 октября 1983, Ленинград, СССР) — российская оперная певица, сопрано. Победительница конкурса «Опералия» (2009), исполнительница роли Джильды в проекте RAI «Риголетто в Мантуе» (2010). Певицу называют одной из самых известных русских колоратурных сопрано своего поколения.

## Биография
Юлия Новикова родилась в Санкт-Петербурге. Начала заниматься музыкой с 4-х лет (фортепиано и флейта), была солисткой Детского хора телевидения и радио Петербурга. В 2006 году с отличием окончила Санкт-Петербургскую государственную консерваторию имени Н. А. Римского-Корсакова по классу вокала (педагог О. Д. Кондина).
Дебютировала на профессиональной оперной сцене в 2006 году в Мариинском театре (Флора, «Поворот винта» Б. Бриттена). Ещё в консерватории Новикова получила первый контракт в театре Дортмунда, и с 2006 года выступала там, а также во Франкфуртской опере, Боннской опере, Берлинских Комише опер и Штаатсопер, в Страсбурге, Штутгарте. В Венской опере Новикова дебютировала в 2009 году.
Юлия Новикова успешно выступала на международных вокальных состязаниях. На конкурсе имени Вильгельма Стенхаммара (Норрчёпинг, Швеция, 2006) она получила третий приз и приз за лучшее исполнение современной шведской музыки. Приз зрительских симпатий достался Новиковой на международном конкурсе в Женеве (2007) и конкурсе «Новые голоса» (нем. Neue Stimmen, Гютерсло, Германия, 2007), на конкурсе «Музыкальный дебют» (нем. Musik Debüt, Ландау, Германия, 2008) Юлия завоевала первый приз и премию Эммериха Смолы.
Взлёт оперной карьеры Юлии Новиковой связывают с победой в конкурсе Опералия (Будапешт, 2009), где певица завоевала первый приз и приз зрительских симпатий. Эта победа открыла Новиковой дорогу на сцену нью-йоркского Карнеги-холла, где она приняла участие в концерте победителей международных конкурсов, и предоставила ей уникальную возможность исполнить партию Джильды в прямой трансляции «Риголетто в Мантуе» 4—5 сентября 2010 года (Дж. Верди, «Риголетто»: RADA Film, RAI, Пласидо Доминго, Витторио Григоло, Руджеро Раймонди, дирижёр Зубин Мета, постановщик М. Белоккьо, спектакль транслировался на 138 стран). Эта роль принесла Новиковой оглушительный мировой успех.
В 2011 году Юлия Новикова впервые выступила на Зальцбургском фестивале («Соловей» И. Стравинского), в 2012 году участвовала в фестивальной постановке оперы Петера Винтера «Лабиринт» (Царица ночи).

## Репертуар
В репертуаре Новиковой важнейшие роли, знаковые для колоратурного сопрано: Олимпия («Сказки Гофмана» Ж. Оффенбаха), Розина («Севильский цирюльник» Дж. Россини), коронными ролями считаются Царица ночи («Волшебная флейта» В. А. Моцарта) и Джильда («Риголетто»). Певица поёт Адину и Норину («Любовный напиток» и «Дон Паскуале» Г. Доницетти), Лакме («Лакме» Л. Делиба), Гретель («Гензель и Гретель» Э. Хумпердинка), Амину («Сомнамбула» В. Беллини), Цербинетту («Ариадна на Наксосе» Р. Штрауса), Оскара («Бал-маскарад», Дж. Верди).